# ヨハン・ザムエル・シュレーター
ヨハン・ザムエル・シュレーター（Johann Samuel Schroeter または Schröter, 1753年3月2日 - 1788年11月2日）は、ドイツのピアニスト、作曲家。

## 生涯
シュレーターはグーベンに生まれた。父はブリュール伯爵の統治下でポーランド王国とザクセン選帝侯領のオーボエ奏者を務めたヨハン・フリードリヒ・シュレーター、母はその妻マリーであった。文献によってシュレーターの生年は1750年、1752年もしくは1753年ともされる。シュレーター家は音楽一家であり、ヨハン・ザムエルの他に兄弟のコローナ（1751年-1802年）、ハインリヒ（1760年-1782年以降）、マリー・ヘンリエッテ（1766年-1804年以降）も父から音楽の手ほどきを受け、後に音楽の道で成功を収めている。
シュレーターはライプツィヒに赴き、ヨハン・アダム・ヒラーに音楽を師事した。まず1765年にソプラノ歌手として舞台に上がる。声変わりを機に歌手活動を諦め、ピアノ演奏と作曲に専念するようになる。1767年にライプツィヒで行われた大演奏会にピアニストとして登場し、その後オランダやイングランドへと演奏旅行に赴いている。1772年5月2日には自作のピアノ曲による演奏会を催し、ロンドンデビューを果たした。シュレーターはロンドンにおいてヨハン・クリスティアン・バッハから最初の資金援助を受けるのみならず、オルガニストの職を引き継ぎ、さらに生計を立てるためのピアノレッスンの仕事を融通してもらっている。ロンドンではたちまち名だたるピアニスト、ピアノ教師の仲間入りを果たした。1782年にバッハがこの世を去ると、シュレーターはシャーロット王妃の音楽教師となる。シュレーターの登場によってグレートブリテン島でピアノ熱が最初の高まりを見せた。
1775年にシュレーターはピアノの生徒のレベッカ・スコット（1751生まれ）と結婚した。彼女の両親は裕福な実業家だったが、レベッカの結婚に家族は反対し、シュレーターがレベッカをあきらめるのであれば500ポンドを提供すると申し出た。しかし、ふたりはその申出を拒否した。いずれにしても結婚以降のシュレーターは貴族や上流階級、それもジョージ4世やウェールズ公といった皇族にまで至るパトロンのためにだけ、演奏を行った。
シュレーターは妻と共にロンドンのピムリコで暮らしたが、1788年に40歳を迎えぬうちにこの世を去った。
1791年にロンドンを訪れたハイドンは、当時40歳ほどであった未亡人レベッカ・シュレーターを生徒に取り、彼女に恋心を抱いた。ピアノ三重奏曲 作品73（3曲。「ハンガリー風ロンド」で知られる有名なHob.XV:25を含む）を彼女に献呈している。

## 主要作品
- ピアノフォルテ、2つのヴァイオリンとバスのための協奏曲 Op.3-1 ヘ長調
- ピアノフォルテ、2つのヴァイオリンとバスのための協奏曲 Op.3-3 ハ長調
- ピアノフォルテ、2つのヴァイオリンとバスのための協奏曲 Op.3-4 ニ長調
- ピアノフォルテ、2つのヴァイオリンとバスのための協奏曲 Op.3-6 変ホ長調
- ピアノ協奏曲 Op.4
- ピアノ協奏曲 Op.5
- ピアノフォルテまたはチェンバロとフルート、ヴァイオリン、ヴィオラ、チェロのための五重奏曲
- ピアノフォルテ、ヴァイオリンとバスのためのソナタ
- チェンバロソナタ Op.1
- ヴァイオリンまたはフルート伴奏付きの歌曲

モーツァルトはシュレーターの協奏曲数曲にカデンツァを書いている。